# Hôtel de ville de Verviers
L'Hôtel de ville de Verviers est un édifice de style néo-classique situé à Verviers, dans la province de Liège en Belgique.

## Localisation
L'Hôtel de ville se situe dans le haut de la ville. Sa silhouette domine la place du Marché, en haut de la Crapaurue et du Thier Mère Dieu.
Face à lui se dresse le perron de la ville.

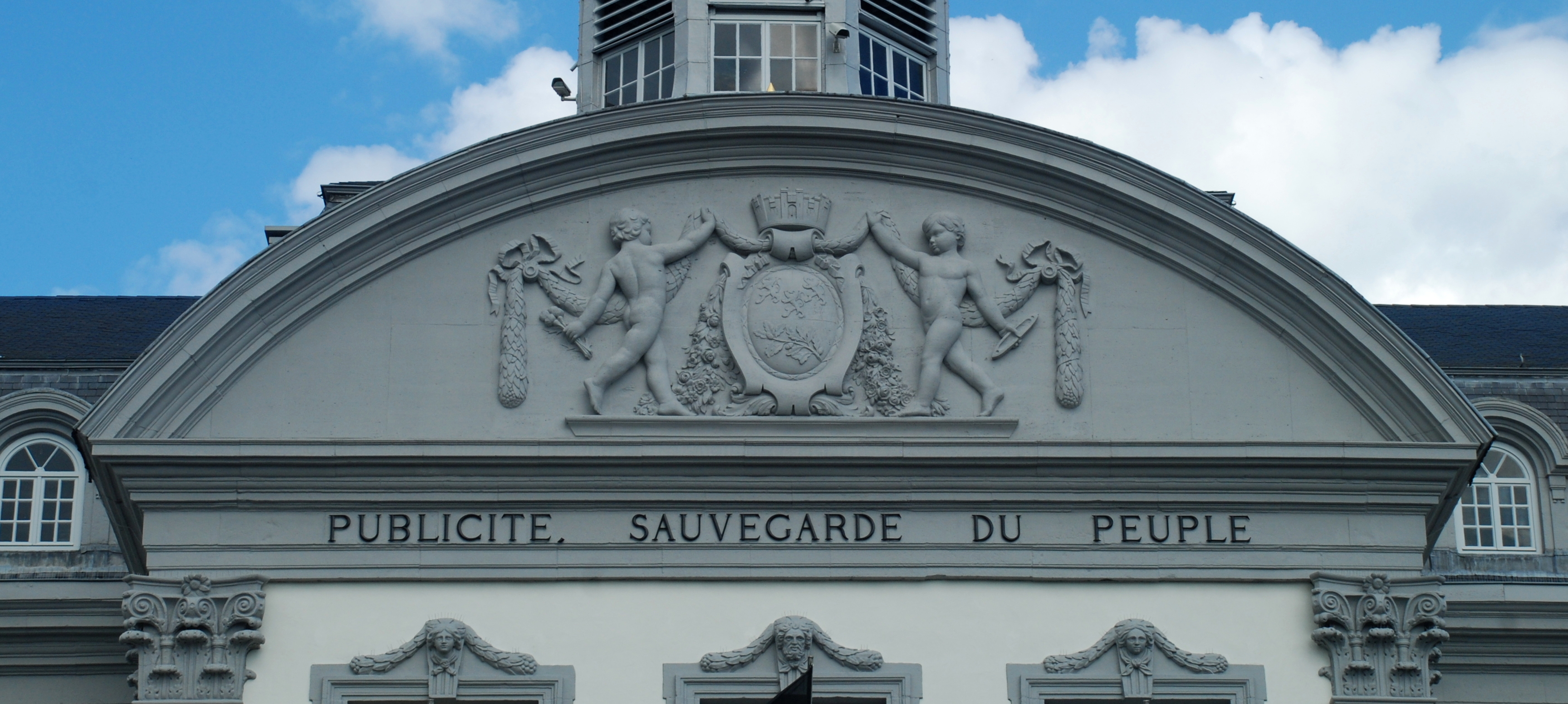
Le fronton.

## Historique
L'Hôtel de ville de Verviers a été édifié par l'architecte Jacques-Barthélemy Renoz de 1775 à 1780,.
Il fait l'objet d'un classement comme monument historique depuis le 15 mars 1934 et est repris sur la liste du patrimoine exceptionnel de la Région wallonne.
Une restauration des façades a eu lieu en 2010 tandis que le campanile et les girouettes ont été restaurés en 2011.

## Architecture
L'hôtel de ville présente des maçonneries enduites et peintes en blanc, pour les surfaces plates, et en gris, pour le soubassement, les pilastres et les encadrements de fenêtres.
La composition symétrique de la façade comprend un avant-corps de trois travées flanqué de deux ailes comptant également trois travées chacune.
L'édifice repose sur un haut soubassement à bossages plats et à lignes de refend, percé au centre et sur les côtés de baies cintrées autour de l'arc desquelles les bossages adoptent un profil rayonnant, typique de l'architecture néoclassique.
L'avant-corps, flanqué d'escaliers, est délimité latéralement par deux pilastres d'ordre colossal dont les chapiteaux corinthiens supportent un entablement portant la devise « Publicité, sauvegarde du peuple ». Cet entablement porte un fronton courbe dont le tympan est orné des armoiries de la ville, entourées de guirlandes de fleurs et surmontée d'une couronne et d'une guirlande de laurier soutenue par deux bambins.
Contrastant avec le soubassement à refends, dont ils sont séparés par un puissant cordon de pierre, les deux niveaux supérieurs présentent une surface lisse cantonnée de pilastres d'ordre colossal.
Les fenêtres de ces deux niveaux sont fort différentes : celles du premier niveau, surmontées d'une draperie et d'un puissant larmier, sont en plein cintre, alors que celles du deuxième niveau, surmontées d'une clé ornée d'un mascaron et supportant une guirlande de laurier, sont rectangulaires.
L'hôtel de ville est recouvert d'une toiture à la Mansart percée de nombreuses lucarnes en plein cintre.
Enfin, un campanile octogonal couronne majestueusement l'édifice. Surmontant le fronton de l'avant-corps, ce campanile porte une horloge noire aux chiffres dorés et est surmonté d'une coupole d'ardoises sommée d'un soleil doré. Ses faces sont percées d'abat-sons surmontés de guirlandes de laurier.

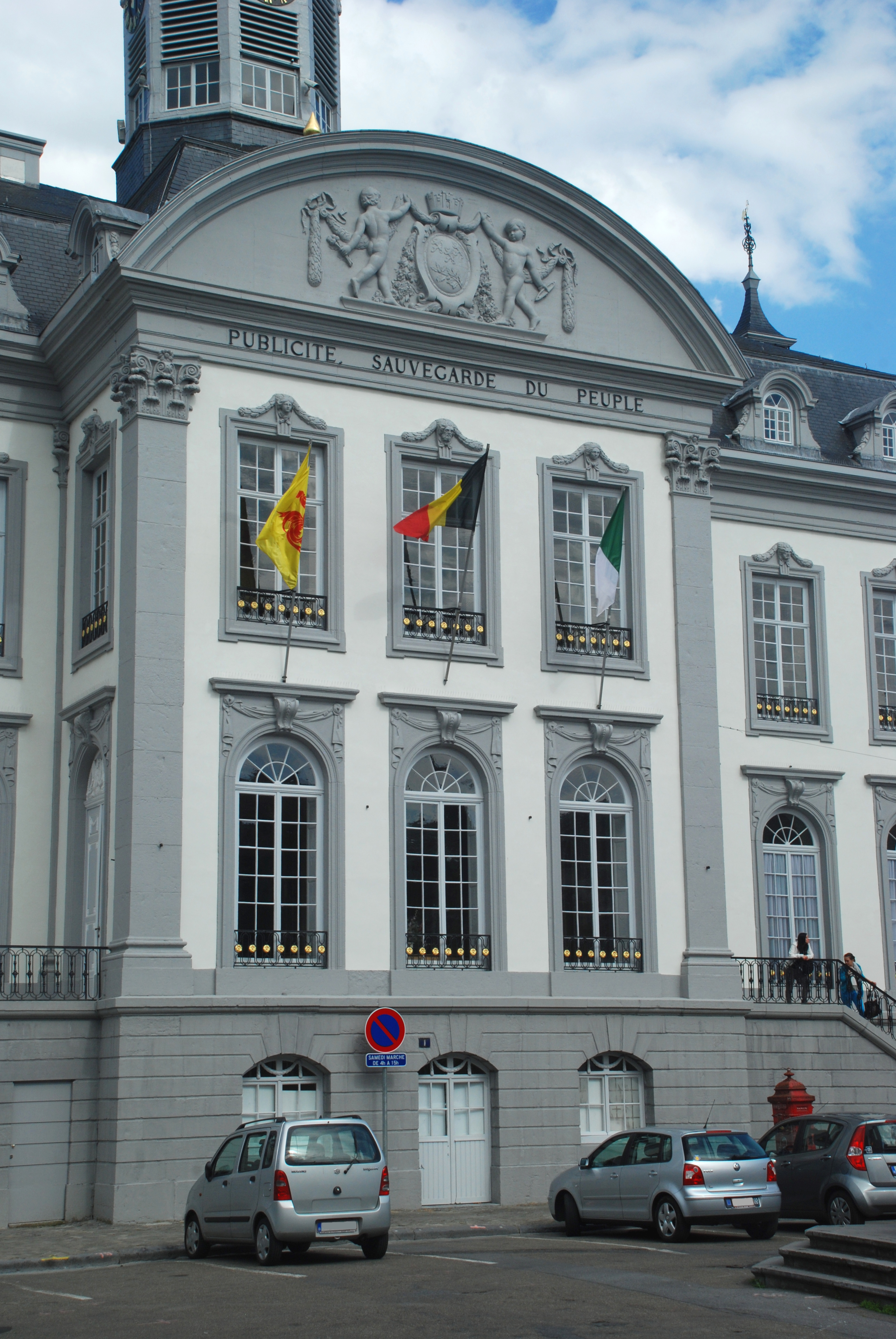
L'avant-corps.
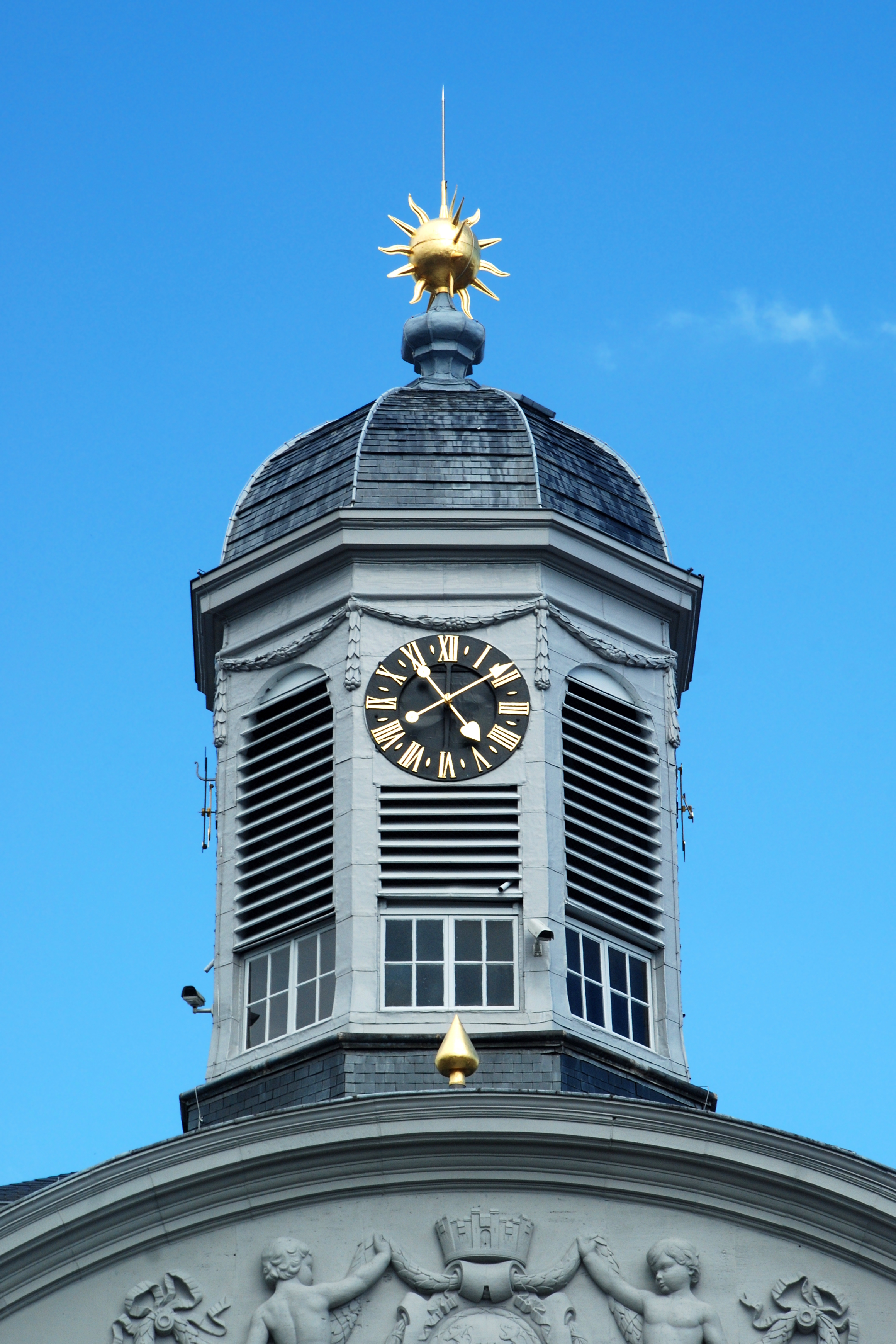
Le campanile.
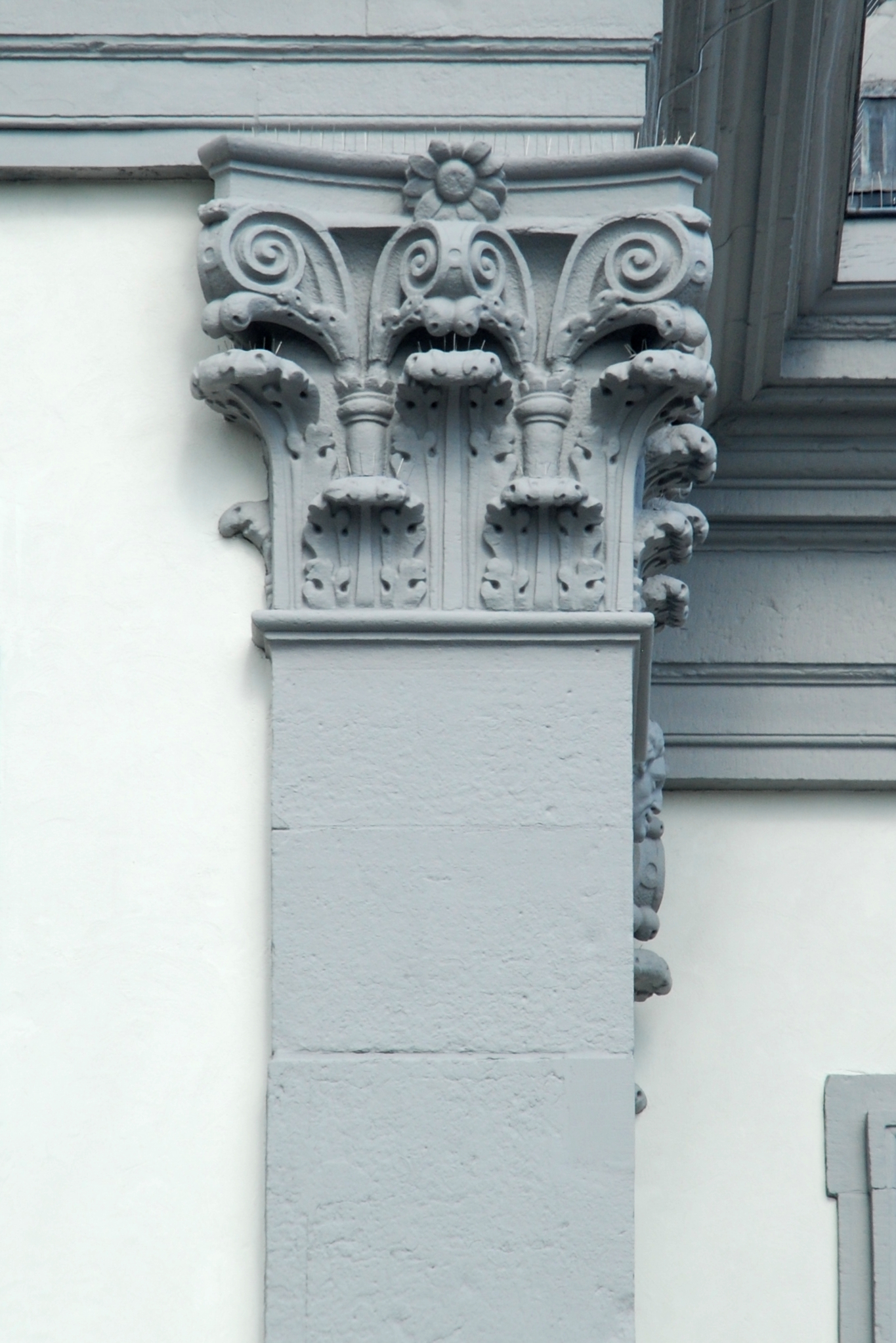
Chapiteau corinthien de la façade.